# Biełaruśfilm

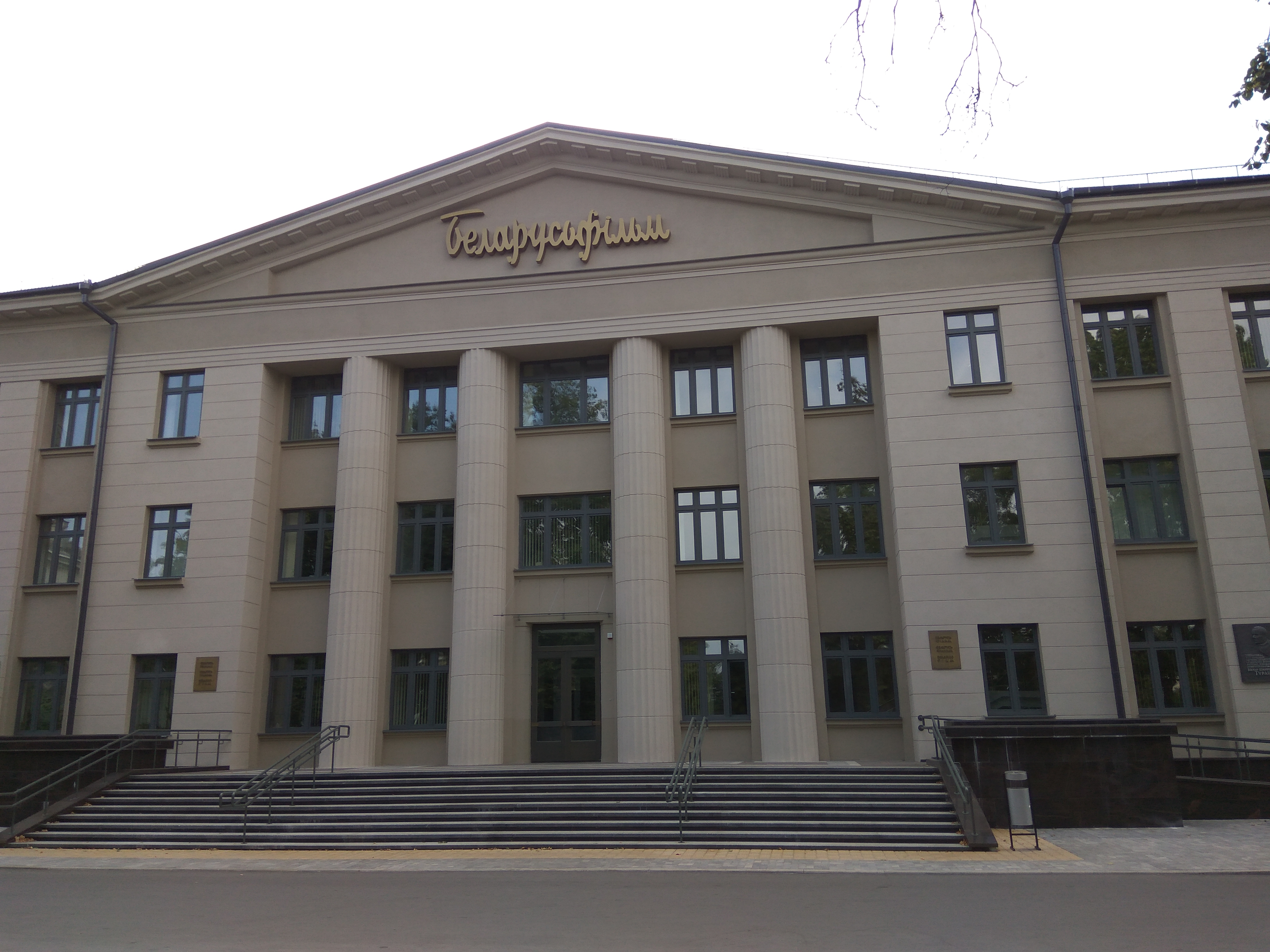
Główna siedziba studia

Biełaruśfilm (ros. Беларусьфильм, biał. Беларусьфільм) – białoruskie studio filmowe założone w 1924 roku.

## Filmy animowane
- 1982: Dinozaureli

## Filmy fabularne
- 1926: Prostytutka
- 1928: Kastuś Kalinowski
- 1956: Mały bohater
- 1959: Dziewczynka szuka ojca
- 1980: Dzikie polowanie króla Stacha
- 1977: Wianek sonetów
- 1975: Przygody pajacyka Buratino
- 1974: Potop
- 1971: Wiosenna opowieść